# Confederación Hidrográfica del Norte
La Confederación Hidrográfica del Norte fue un organismo que regulaba las acciones cometidas en las redes hidrológicas de la Cornisa Cantábrica española. Tras ser aprobado por el Consejo de Ministros el 22 de febrero de 2008, la Confederación Hidrográfica del Norte se divide en la Confederación Hidrográfica del Miño-Sil y en la Confederación Hidrográfica del Cantábrico.
La cuenca hidrográfica Norte fue creada por el Decreto 480/61 de 16 de marzo de 1961 y comprendía las cuencas de los ríos Miño, Sil y la parte española de la cuenca del río Limia, todas las cuencas que vierten al mar Cantábrico entre el río Eo, incluida ésta, y el límite del término municipal de San Julián de Músquiz, así como la parte continental de los ríos intercomunitarios del País Vasco y la parte española de las cuencas del Bidasoa, Nive y Nivelle. 
La extensión total ocupada era de 38.384 km² con una población de 2.900.129 habitantes. 
Se extendía por las comunidades autónomas de Galicia (provincias de Lugo, Orense, Pontevedra), Principado de Asturias, Castilla y León (provincias de León, Zamora, Palencia, Burgos), Cantabria, País Vasco (provincias de Vizcaya, Álava y Guipúzcoa) y Navarra.  
La distribución de la población de la Cuenca Norte presenta una gran dispersión. De hecho, más del 45% de la población se encuentra en 33 poblaciones de más de 10 000 habitantes y el 10% lo hace en 16.993 núcleos de menos de 50 habitantes. 
De oeste a este los sistemas de explotación son los siguientes:
| Sistema         | Superficie (km²) | Aporte máximo anual | Aporte medio (hm³/año) | Aporte mínimo anual |
| Limia           | 001              | 001                 | 64,815                 | 9,661               |
| Miño Bajo       | 016              | 013                 | 008                    | 001                 |
| Miño Alto       | 005              | 005                 | 003                    | 40,074              |
| Sil Inferior    | 008              | 009                 | 005                    | 79,572              |
| Sil Superior    | 004              | 005                 | 002                    | 14,004              |
| Cabe            | 73,729           | 63,201              | 23,254                 | 3,139               |
| Navia           | 003              | 004                 | 002                    | 001                 |
| Eo              | 92,955           | 001                 | 70,335                 | 28,345              |
| Porcía          | 14,287           | 16,225              | 10,110                 | 3,650               |
| Esva            | 71,521           | 75,489              | 49,408                 | 19,003              |
| Nalón           | 005              | 006                 | 004                    | 001                 |
| Villaviciosa    | 47,912           | 48,124              | 27,812                 | 9,188               |
| Sella           | 001              | 002                 | 93,415                 | 43,864              |
| Llanes          | 33,680           | 29,309              | 18,846                 | 7,414               |
| Deva            | 001              | 002                 | 001                    | 49,647              |
| Nansa           | 42,972           | 57,108              | 36,830                 | 16,540              |
| Gandarillas     | 24,041           | 24,230              | 14,266                 | 5,402               |
| Saja            | 001              | 001                 | 77,617                 | 35,330              |
| Pas-Miera       | 001              | 001                 | 90,550                 | 40,932              |
| Asón            | 87,709           | 001                 | 72,902                 | 30,743              |
| Agüera          | 23,409           | 26,038              | 14,376                 | 4,989               |
| Nervión         | 001              | 002                 | 99,427                 | 43,557              |
| Oria            | 88,748           | 001                 | 80,433                 | 39,136              |
| Urumea          | 26,914           | 49,498              | 32,813                 | 15,377              |
| Bidasoa         | 71,522           | 001                 | 87,184                 | 43,027              |
| Ríos Pirenaicos | 18,047           | 38,593              | 24,576                 | 12,103              |